# Friedrich Christian Friccius von Schilden
Friedrich Christian Friccius von Schilden (27. juni 1747 – 22. december 1804) var en holstensk godsejer og amtmand, bror til Hans Heinrich Friccius von Schilden-Huitfeldt.
Han var søn af landkansler i Hertugdømmerne Friedrich Carl Friccius (død 1761), som efter at have ægtet Anna Henriette von Schilden ophøjedes i rigsadelstanden med navnet Friccius von Schilden.
Sammen med broderen ejede han Haseldorf. Han var kammerherre, amtmand over Steinburg Amt og landråd.
I 1. ægteskab ægtede han 21. marts 1783 Louise Marie Henriette Rantzau (8. marts 1764 – 1830), fra hvem han blev skilt 1794. Han ægtede derpå 11. april 1795 Sophie Magdalene Rantzau (1766-1849).